# زوي كيتينغ
زوي كيتينغ (بالفرنسية: Zoë Keating)‏ (و. 1972  م) هي عازفة تشيلو، ومنتجة موسيقية، وملحنة من كندا، والولايات المتحدة، ولدت في غويلف، تستخدم آلات كمان جهير.

## التعليم
تعلمت في كلية سارة لورانس.

## وصلات خارجية
- زوي كيتينغ على موقع IMDb (الإنجليزية)
- زوي كيتينغ على موقع ميوزك برينز (الإنجليزية)
- زوي كيتينغ على موقع أول موفي (الإنجليزية)
- زوي كيتينغ على موقع قاعدة بيانات الأفلام السويدية (السويدية)
- زوي كيتينغ على موقع أول ميوزيك (الإنجليزية)
- زوي كيتينغ على موقع ديسكوغز (الإنجليزية)
- زوي كيتينغ على موقع قاعدة بيانات الفيلم (الإنجليزية)
- زوي كيتينغ على موقع كينوبويسك (الروسية)